# Версај (Кентаки)
Версај (енгл. Versailles) град је у америчкој савезној држави Кентаки.

## Демографија
По попису из 2010. године број становника је 8.568, што је 1.057 (14,1%) становника више него 2000. године.
| Група             | 2000.         | 2010.         |
| Белци             | 6.413 (85,4%) | 6.671 (77,9%) |
| Афроамериканци    | 651 (8,7%)    | 687 (8,0%)    |
| Азијати           | 26 (0,3%)     | 41 (0,5%)     |
| Хиспаноамериканци | 322 (4,3%)    | 1.018 (11,9%) |
| Укупно            | 7.511         | 8.568         |